# Mauro Boselli
Mauro Boselli (Barracas, Buenos Aires, 22 de mayo de 1985) es un exfutbolista argentino que se desempeñaba como delantero.

## Trayectoria

### Inicios
Se formó en el Sportivo Pereyra, de Barracas, haciendo las inferiores en la cantera del All Boys. Luego pasó al Boca Juniors, club con el que debutó con presencias en Primera División el 6 de julio de 2003 frente a Rosario Central, en el Gigante de Arroyito. En el encuentro, que finalizó con derrota de Boca por 7-2, el xeneize formó con varios debutantes, ya que el plantel titular se encontraba festejando la obtención de la Copa Libertadores 2003.

### Málaga B
En la temporada 2005/06 estuvo cedido a préstamo para el Málaga B de España.

### Segunda etapa en Boca
Regresó a Boca, donde su participación en la formación titular se vio limitada por la presencia de Rodrigo Palacio y Martín Palermo por delante de sí. El 22 de febrero de 2007, Boselli le marca un gol al  Deportivo Toluca de México, siendo un gol que jugó en pared con Juan Román Riquelme en la victoria por 3-0. El 1 de junio de 2008, Boselli juega un gran partido marcando un "hat-trick" contra Arsenal de Sarandí, siendo el último gol el más recordado por haberlo marcado de chilena.

### Estudiantes de La Plata

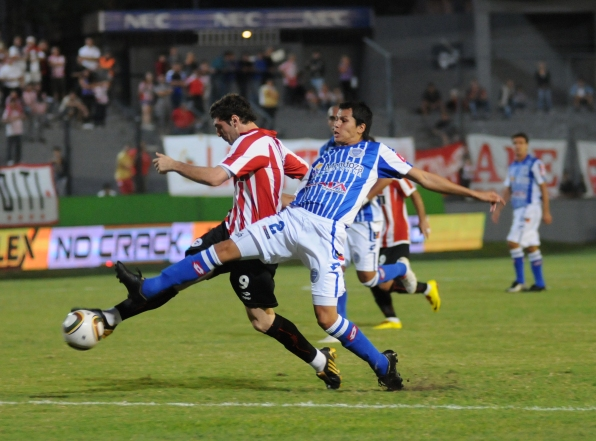
Boselli, en Estudiantes, marcado por Leonardo Sigali, en el Torneo Clausura 2010.

A mediados del 2008 dejó el club xeneize por el club Estudiantes (LP), que pagó USD 2.500.000 por el 50% de su pase. Tuvo una exitosa temporada Apertura 2008 en la que convirtió 8 goles y en el Clausura 2009 donde convirtió tan solo 2 goles con Estudiantes, siendo una pieza clave del equipo subcampeón de la Copa Sudamericana 2008 y del equipo campeón de la Copa Libertadores 2009. El 19 de marzo convirtió su primer "hat-trick" en la Copa Libertadores contra el Deportivo Quito. Fue el máximo goleador de esa Copa Libertadores con 8 goles, mientras que en la Copa Sudamericana marcó 4. En total durante la temporada 2008/09 marcó 22 goles. En la temporada 2009/10 superó lo hecho en la anterior. En el Apertura 2009 marcó 9 goles. También jugó el Mundial de Clubes llegando a la final contra el Barcelona donde marcó un gol a los 36 minutos y estuvo cerca de ser campeón. Luego del Mundial de Clubes llegó a disputar el Torneo Clausura 2010 en el que Estudiantes de La Plata sacó el segundo puesto y donde Boselli logró ser el máximo artillero del Torneo Clausura 2010 con un saldo de 13 goles en 14 partidos. El 16 de mayo convierte su segundo "hat-trick" con la camiseta de Estudiantes. Hasta su partida, convirtió un total de 49 goles (32 locales y 17 internacionales) en 91 partidos.

### Wigan
El 29 de junio de 2010, el Wigan de la Premier League Inglesa anunció la contratación de Boselli por un período de cuatro años. Sin muchas oportunidades en el equipo inglés, donde solo jugó ocho partidos en la liga y cuatro en la Carling Cup marcando un solo gol en la copa sin hacerse presente en el marcador jugando en la liga.

### Genoa
El 11 de enero de 2011 se confirma su préstamo por seis meses al Genoa de la Serie A de Italia. El 8 de marzo de 2011 Boselli convierte un gol en la victoria 2 a 1 ante la Sampdoria en el clásico de Génova.

### Retorno a Estudiantes
El 19 de julio de 2011 Mauro Boselli regresa luego de varios días de negociaciones al club argentino que lo vio crecer. El delantero ex Boca logró acordar su salida de Wigan Athletic y de esta manera volvió al conjunto platense a préstamo por un año. El 7 de septiembre Boselli debuta con la camiseta de Estudiantes ante Newell's Old Boys. El 28 de agosto convierte su primer gol después de su vuelta ante San Martín de San Juan empatando 2 a 2. En total jugó 29 partidos y convirtió 11 goles por los torneos Apertura 2011 y Clausura 2012, 1 partido 0 goles por la Copa Argentina 2011/12 y 2 partidos 0 goles por la Copa Sudamericana 2011 para un total de 32 partidos y 11 goles. Después del préstamo Mauro Boselli volvió con el Wigan Athletic a la Premier League.

### Regreso a Wigan Athletic
El 25 de agosto de 2012 juega su primer partido después de su vuelta al club inglés entrando a los 90 minutos ante el Southampton por la Premier League. El 8 de agosto marca su primer gol compitiendo por la Copa de la Liga Inglesa en la goleada 4 a 1 al Nottingham Forest. El 25 de septiembre marca su primer doblete con la camiseta del Wigan por la Copa de la Liga Inglesa. El 15 de enero marca un gol por la FA cup ante el Bournemouth. Jugó un total de 12 partidos y marcó 4 goles.

### Palermo
El 28 de enero de 2013 se confirmó la llegada del centrodelantero al Palermo Football Club de la Serie A, en calidad de préstamo por €250.000. El 3 de febrero de 2013 debuta con la camiseta del Rosanero como titular jugando los 90 minutos ante Atalanta en una derrota por 2-1. Mauro alcanzaría 8 partidos con el club de Sicilia sin convertir goles.

### León
El 28 de junio de 2013 se formaliza su traspaso al Club León de México. El 24 de julio de 2013 en su primer partido marca su dos primeros goles con la camiseta del Club León en la Copa MX Apertura 2013. El primero fue tras un pase esquivando al arquero y definiendo el 1-0, después marcó su segundo gol amagando al arquero definiendo el 3-0 final. El 27 de julio marca su primer gol en el Apertura 2013 dentro de la segunda fecha contra Atlas de Guadalajara, el gol fue un remate con la derecha desde muy cerca del centro de la portería tras un saque de esquina logrando el 1-1 parcial que terminó en victoria con marcador de 2-1. El 9 de octubre marca su primer y único "póker de goles" en el Apertura 2013 con la camiseta de León en la victoria de 5-0, terminando el torneo como subcampeón de goleo, solo por debajo del paraguayo Pablo Velázquez por un gol, y consiguiendo junto con su equipo el pase directo a la Copa Libertadores de América. El equipo de Mauro llegó a la final, siendo un jugador clave para esto. La final fue disputada contra el Club América con un resultado favorable para el León de 5-1 marcador global consiguiendo el campeonato del Torneo Apertura 2013 de la Liga MX. En su segundo torneo gana el bicampeonato al coronarse en el torneo Clausura 2014 de la Liga MX, marcando de nueva cuenta en la final contra el Pachuca después de un remate de cabeza dentro del área cuando parecía que el Conejo Pérez detendría el remate, pero al resbalársele el esférico de las manos terminó dentro de la portería. En el torneo Apertura 2014 logra el campeonato de goleo consumando 12 tantos al igual que el jugador de Querétaro, Camilo Sanvezzo. Mauro Boselli llegó a 200 goles marcados a nivel de clubes, luego de conseguir un triplete con León en el duelo ante Celaya, dentro de los octavos de final de la Copa MX; Boselli llegó a 115 goles con León, marcó 60 con Estudiantes, 11 con Boca Juniors, convirtió 5 con el Wigan de Inglaterra, otros 5 en Málaga y dos por su paso en Italia con el Génova. Además de los 200 goles en clubes, Boselli tiene dos con las selecciones de Argentina, uno con la mayor y otro con la Sub-20.
Mauro actualmente tiene 130 goles marcados con el Club León, siendo el segundo mayor anotador solo por detrás de los 136 goles del mítico "Dumbo" López.

### Paso a Corinthians
El día 4 de enero de 2019 fue confirmada su llegada a Corinthians de Brasil, firmando contrato por dos temporadas. Boselli llega al equipo corintiano para la disputa de importantes competencias como la Copa Sudamericana, la Copa de Brasil y el Campeonato Brasileño de Fútbol. El día 24 de diciembre de 2020 anunció su despedida de este club.

### Cerro Porteño
Boselli, de 36 años, llegó a Cerro Porteño en enero de este año y desde ese momento no solo sumó experiencia sino también goles al equipo azulgrana. Boselli llega al equipo de Barrio Obrero para la disputa de importantes torneos a nivel local y continental, tales como la Copa Paraguay, la Copa Libertadores, y la Primera División de Paraguay.

### Segundo retorno a Estudiantes
El 31 de diciembre de 2021, Estudiantes confirma el regreso del goleador.
 En su primer partido oficial  logra anotar, al minuto del segundo tiempo, uno de los goles en la victoria 2-1 de su equipo ante Independiente. Nuevamente, como en el partido anterior, marca el gol antes del primer minuto del segundo tiempo, el segundo de su equipo, que le terminaría ganado a Huracán en el Estadio Tomás Adolfo Ducó por 3 a 2. 19 de febrero, tercer gol en tres partidos disputados. A los 36 minutos del primer tiempo y de penal consigue el primer gol de Estudiantes en el triunfo 2 a 1 ante Lanús de local.
Finaliza la Copa de la Liga Profesional 2022 convirtiéndose en el goleador del torneo con 10 tantos. Es el primer atacante de Estudiantes en lograrlo en tres competencias.
El 25 de mayo de 2023 ingresó en la historia de la institución al superar la marca que ostentaba Juan Ramón Verón de 19 tantos en competencias internacionales.
En noviembre de 2023 anuncia oficialmente su retiro, al finalizar la temporada regular, de la actividad como futbolista profesional.

## Selección nacional
Boselli jugó en la Selección Argentina Sub-20 que terminó tercera en el Campeonato Sudamericano Sub-20 de 2005, (compartiendo equipo con Lionel Messi), resultado que clasificó al equipo a la Copa Mundial de Fútbol Sub-20 de 2005 disputada en Holanda, aunque Mauro no fue convocado para la justa.
Boselli fue convocado por el seleccionador argentino Diego Armando Maradona para la selección argentina mayor. En septiembre del 2009 debutó en un encuentro amistoso jugado en Córdoba enfrentando a Ghana donde la albiceleste ganó 2:0.
| Selección nacional | Selección nacional       | Selección nacional            | Selección nacional | Selección nacional | Selección nacional | Selección nacional | Selección nacional | Selección nacional |
| --- | ------------------------ | ----------------------------- | ------------------ | ------------------ | ------------------ | ------------------ | ------------------ | ------------------ |
| \| N.º \| Fecha[28] \| Estadio \| Local \| Resultado \| Visitante \| Goles \| Competición \| \| --- \| ------------------------ \| ----------------------------- \| --------- \| --------- \| ---------- \| ----- \| ----------- \| \| 1 \| 30 de septiembre de 2009 \| Mario Alberto Kempes, Córdoba \| Argentina \| 2-0 \| Ghana \| \| Amistoso \| \| 2 \| 26 de enero de 2010 \| Monumental, Buenos Aires \| Argentina \| 3-2 \| Costa Rica \| \| Amistoso \| \| 3 \| 1 de junio de 2011 \| Abuya, Abuya \| Nigeria \| 4-1 \| Argentina \| \| Amistoso \| \| 4 \| 14 de septiembre de 2011 \| Mario Alberto Kempes, Córdoba \| Argentina \| 0-0 \| Brasil \| \| Amistoso \| |                          |                               |                    |                    |                    |                    |                    |                    |
| N.º | Fecha                    | Estadio                       | Local              | Resultado          | Visitante          | Goles              | Competición        |                    |
| 1 | 30 de septiembre de 2009 | Mario Alberto Kempes, Córdoba | Argentina          | 2-0                | Ghana              |                    | Amistoso           |                    |
| 2 | 26 de enero de 2010      | Monumental, Buenos Aires      | Argentina          | 3-2                | Costa Rica         |                    | Amistoso           |                    |
| 3 | 1 de junio de 2011       | Abuya, Abuya                  | Nigeria            | 4-1                | Argentina          |                    | Amistoso           |                    |
| 4 | 14 de septiembre de 2011 | Mario Alberto Kempes, Córdoba | Argentina          | 0-0                | Brasil             |                    | Amistoso           |                    |

## Clubes y estadísticas
- Actualizado al 13 de diciembre de 2023.

| Boca Juniors Argentina | 1.ª           | 2002-03       | —  | — | 1   | 0   | -  | -  | -  | -  | 1   | 0   | 0    |
| Boca Juniors Argentina | 1.ª           | 2004-05       | —  | — | 10  | 2   | -  | -  | 1  | 0  | 11  | 2   | 0.18 |
| Boca Juniors Argentina | 1.ª           | 2006-07       | —  | — | 12  | 4   | -  | -  | 8  | 1  | 20  | 5   | 0.25 |
| Boca Juniors Argentina | 1.ª           | 2007-08       | —  | — | 21  | 4   | -  | -  | 6  | 0  | 27  | 4   | 0.15 |
| Boca Juniors Argentina | Total club    | Total club    | -  | - | 44  | 10  | -  | -  | 15 | 1  | 59  | 11  | 0.19 |
| Atlético Malagueño · España | 2.ª           | 2005-06       | —  | — | 33  | 5   | -  | -  | -  | -  | 33  | 5   | 0.15 |
| Atlético Malagueño · España | Total club    | Total club    | -  | - | 33  | 5   | -  | -  | -  | -  | 33  | 5   | 0.15 |
| Estudiantes de La Plata Argentina | 1.ª           | 2008-09       | —  | — | 25  | 10  | -  | -  | 25 | 12 | 50  | 22  | 0.44 |
| Estudiantes de La Plata Argentina | 1.ª           | 2009-10       | —  | — | 31  | 22  | -  | -  | 11 | 5  | 42  | 27  | 0.64 |
| Estudiantes de La Plata Argentina | 1.ª           | 2011-12       | —  | — | 29  | 11  | 1  | 0  | 2  | 0  | 32  | 11  | 0.34 |
| Estudiantes de La Plata Argentina | 1.ª           | 2022          | —  | — | 33  | 17  | 0  | 0  | 11 | 1  | 44  | 18  | 0.41 |
| Estudiantes de La Plata Argentina | 1.ª           | 2023          | —  | — | 31  | 10  | 4  | 2  | 9  | 3  | 43  | 15  | 0.35 |
| Estudiantes de La Plata Argentina | Total club    | Total club    | -  | - | 149 | 70  | 5  | 2  | 58 | 21 | 211 | 93  | 0.44 |
| Wigan Athletic FC Inglaterra | 1.ª           | 2010-11       | —  | — | 8   | 0   | 4  | 1  | -  | -  | 12  | 1   | 0.08 |
| Wigan Athletic FC Inglaterra | 1.ª           | 2012-13       | —  | — | 7   | 0   | 5  | 4  | -  | -  | 12  | 4   | 0.33 |
| Wigan Athletic FC Inglaterra | Total club    | Total club    | -  | - | 15  | 0   | 9  | 5  | -  | -  | 24  | 5   | 0.21 |
| Genoa · Italia | 1.ª           | 2010-11       | —  | — | 7   | 2   | -  | -  | -  | -  | 7   | 2   | 0.29 |
| Genoa · Italia | Total club    | Total club    | -  | - | 7   | 2   | -  | -  | -  | -  | 7   | 2   | 0.29 |
| Palermo · Italia | 1.ª           | 2012-13       | —  | — | 8   | 0   | -  | -  | -  | -  | 8   | 0   | 0    |
| Palermo · Italia | Total club    | Total club    | -  | - | 8   | 0   | -  | -  | -  | -  | 8   | 0   | 0    |
| León · México | 1.ª           | 2013/14       | —  | — | 39  | 21  | 1  | 2  | 7  | 4  | 47  | 27  | 0.57 |
| León · México | 1.ª           | 2014/15       | —  | — | 26  | 15  | -  | -  | 2  | 1  | 28  | 16  | 0.57 |
| León · México | 1.ª           | 2015/16       | —  | — | 34  | 23  | 6  | 3  | -  | -  | 40  | 26  | 0.65 |
| León · México | 1.ª           | 2016/17       | —  | — | 36  | 19  | 7  | 4  | -  | -  | 43  | 23  | 0.53 |
| León · México | 1.ª           | 2017/18       | —  | — | 34  | 21  | 7  | 8  | -  | -  | 41  | 29  | 0.71 |
| León · México | 1.ª           | 2018/19       | —  | — | 17  | 6   | 5  | 3  | -  | -  | 22  | 9   | 0.41 |
| León · México | Total club    | Total club    | -  | - | 186 | 105 | 26 | 20 | 9  | 5  | 221 | 130 | 0.59 |
| Corinthians · Brasil | 1.ª           | 2019          | 1  | 0 | 22  | 7   | 8  | 1  | 4  | 1  | 35  | 9   | 0.26 |
| Corinthians · Brasil | 1.ª           | 2020          | 11 | 5 | 8   | 0   | 1  | 0  | 2  | 1  | 22  | 6   | 0.27 |
| Corinthians · Brasil | Total club    | Total club    | 12 | 5 | 30  | 7   | 9  | 1  | 6  | 2  | 57  | 15  | 0.26 |
| Cerro Porteño Paraguay | 1.ª           | 2021          | —  | — | 31  | 11  | -  | -  | 8  | 0  | 39  | 11  | 0.28 |
| Cerro Porteño Paraguay | Total club    | Total club    | -  | - | 31  | 11  | -  | -  | 8  | 0  | 39  | 11  | 0.28 |
| Total carrera | Total carrera | Total carrera | 12 | 5 | 503 | 210 | 49 | 28 | 96 | 29 | 659 | 272 | 0.41 |
| (1) El campeonato estatal se refiere al Campeonato Paulista. (2) Incluye datos de la Copa de Brasil, Copa México, Copa Argentina, Copa de la Liga de Inglaterra y FA Cup. (3) Las copas internacionales se refiere a la Copa Libertadores, Copa Sudamericana, Liga de Campeones, y Mundial de Clubes. (4) Media de goles por encuentro. No incluye goles en partidos amistosos. |               |               |    |   |     |     |    |    |    |    |     |     |      |

### Hat-tricks
| 1 | 1 de junio de 2008     | La Bombonera, Buenos Aires           | Boca Juniors - Arsenal              |  | 3 - 1 | Torneo Clausura 2008      |
| 2 | 19 de marzo de 2009    | Estadio Único, La Plata              | Estudiantes - Deportivo Quito       |  | 4 - 0 | Libertadores 2009         |
| 3 | 11 de febrero de 2010  | Estadio Centenario, Quilmes          | Estudiantes - Juan Aurich           |  | 5 - 1 | Libertadores 2010         |
| 4 | 16 de mayo de 2010     | Brigadier General, Santa Fe          | Colón - Estudiantes                 |  | 1 - 4 | Torneo Clausura 2010      |
| 5 | 9 de noviembre de 2013 | Estadio León, León                   | Club León - Club Tijuana            |  | 5 - 0 | Torneo Apertura 2013      |
| 6 | 16 de abril de 2016    | Estadio León, León                   | Club León - Club Puebla             |  | 4 - 1 | Torneo Clausura 2016      |
| 7 | 7 de marzo de 2018     | Estadio León, León                   | Club León - Celaya F. C.            |  | 4 - 1 | Copa México Clausura 2018 |
| 8 | 23 de enero de 2020    | Arena Corinthians, São Paulo         | Corinthians - Botafogo (RP)         |  | 4 - 1 | Campeonato Paulista 2020  |
| 9 | 10 de abril de 2022    | Estadio Jorge Luis Hirschi, La Plata | Estudiantes - Central Córdoba (SdE) |  | 5 - 0 | Copa de la Liga 2022      |

## Palmarés

### Campeonatos regionales
| Título              | Club        | Estado    | Año  |
| ------------------- | ----------- | --------- | ---- |
| Campeonato Paulista | Corinthians | São Paulo | 2019 |

### Campeonatos nacionales
| Título               | Club                    | País      | Año    |
| -------------------- | ----------------------- | --------- | ------ |
| Liga MX              | León                    | México    | A-2013 |
| Liga MX              | León                    | México    | C-2014 |
| Campeonato Paraguayo | Cerro Porteño           | Paraguay  | C-2021 |
| Copa Argentina       | Estudiantes de La Plata | Argentina | 2023   |

### Copas internacionales
| Título            | Club                    | Sede           | Año  |
| ----------------- | ----------------------- | -------------- | ---- |
| Copa Sudamericana | Boca Juniors            | Buenos Aires   | 2004 |
| Copa Libertadores | Boca Juniors            | Porto Alegre   | 2007 |
| Copa Libertadores | Estudiantes de La Plata | Belo Horizonte | 2009 |

### Distinciones individuales
| Distinción                                                                  | Año    |
| --------------------------------------------------------------------------- | ------ |
| Máximo goleador de la Copa Libertadores (8 goles)                           | 2009   |
| Máximo goleador de la Primera División (13 goles)                           | C-2010 |
| Máximo goleador de la Liga MX (12 goles)                                    | A-2014 |
| Máximo goleador de la Liga MX (13 goles)                                    | A-2015 |
| Once Ideal de la Liga MX                                                    | A-2015 |
| Máximo goleador de la Liga MX (11 goles)                                    | A-2017 |
| Once Ideal de la Liga MX                                                    | A-2017 |
| Segundo máximo anotador del Club León                                       | 2018   |
| Máximo anotador en torneos internacionales del Club Estudiantes de La Plata | 2022   |
| Máximo goleador de la Copa de la Liga (10 goles)                            | 2022   |